# 益田豊彦
益田 豊彦（ますだ とよひこ、1900年5月22日 - 1974年7月11日）は、日本のジャーナリスト。

## 経歴
福岡県立中学修猷館において30年に亘って漢文教諭を務めた益田祐之の三男として、福岡市柳原（現・中央区赤坂）に生まれる。実弟には横浜事件で不当に検挙された一人である世界経済調査会主事益田直彦がいる。1918年（大正7年）、福岡県立中学修猷館を卒業。同期には、後に朝日新聞で同僚となる笠信太郎と香月保（のちに田川市長）、大阪府知事となる赤間文三がいる。1921年（大正10年）、第五高等学校独語法律科を卒業。同期には佐藤栄作がおり、共に東大法学部（佐藤は法律学科）に進んでいる。1924年（大正13年）、東京帝国大学法学部政治学科を卒業し、設立されたばかりの高松高等商業学校の教授となる。
1926年（大正15年）、三輪寿壮の勧めにより、労働農民党結成に参加し調査部長に就任。
1927年（昭和2年）11月、高山洋吉と共訳した書籍『わが党の綱領』（ニコライ・ブハーリン著、白楊社）が発売禁止処分を受ける。
1928年（昭和3年）、労働農民党が解散すると、専らドイツ語文献の翻訳活動に打ち込み、1931年、ベルリンに留学し、1932年、朝日新聞ベルリン特派員に採用される。1934年に帰国後、正式に東京朝日新聞に入社する。
東京朝日新聞では、主筆緒方竹虎の推挙により、1934年（昭和9年）、大西斎が常任幹事となって設立された、東アジア地域の研究・調査を行う東亜問題調査会に配属され、ここで同じく同会に配属になった尾崎秀実と出会う。1936年には笠信太郎が東京朝日新聞に論説委員として入社し、再会を果たしている。同年、近衛文麿のブレーンである政策研究団体「昭和研究会」に、大西、尾崎、笠と共に参加し、益田は外交問題研究会委員となった。その後、大阪本社経済部長、東京本社東亜部長を経て、1945年（昭和40年）、朝日新聞が陸軍から経営を委託されて1942年（昭和17年）に設立されたジャワ新聞の社長となり、終戦を迎える。
戦後は、1948年（昭和23年）、東京本社論説委員室副主幹、1950年（昭和25年）、西部本社編集局長、1952年、大阪本社編集局長、1954年、中部支社長となり、同年6月に取締役となる。その後、大阪本社代表取締役、東京本社代表取締役を歴任し、1965年（昭和40年）に取締役を退任する。1967年（昭和42年）からは国策パルプの取締役となり、1972年（昭和47年）、同社が山陽パルプと合併して山陽国策パルプとなってからは顧問を務める。

## エピソード
- リヒャルト・ゾルゲが、「リヒャルト・ゾンテル（Richard Sonter）」というペンネームで著した『新ドイツ帝国主義（Der neue deutsche Imperialismus）』 （1928年） を、ソ連共産党の理論家ブハーリンの名をもじった、「不破倫三」というペンネームを使用して翻訳（邦題は『新帝国主義論』）しており、1929 年に叢文閣から出版されている。ゾルゲとは、尾崎秀実という接点があるが、尾崎を介してゾルゲと益田が出会ったという記録は残されていない。
- 益田の「不破倫三」というペンネームは、元日本共産党議長の不破哲三（本名は上田建二郎）の名前の由来であるとする説もある（但し本人は別の由来を語っている）。
- 父・祐之は、上述した緒方竹虎、大西斎、三輪寿壮、笠信太郎の、中学修猷館での漢文教師である。

## 翻訳
- 似而非レニン主義の克服 スターリン 共生閣, 1927.
- 国際労働組合運動の統一 ロゾーフスキー マルクス書房, 1927. 労働組合運動叢書
- 合理化と無産階級 ツラスト化、合理化と労働組合運動に於ける吾々の任務 ロゾウスキー 叢文閣, 1927.
- 資本蓄積論 ローザ・ルクセンブルグ 高山洋吉共訳. 同人社, 1927.
- 新ロシア問答 スターリン 希望閣, 1927.5. レニン主義の諸問題 第3分冊
- 無産者政治教程 青年コミンテルン編 冬木圭共訳. 叢文閣, 1927.12.
- 安定後に於ける資本主義没落期の経済 ヴアルガ 帝国主義叢書 叢文閣, 1928.
- 労働組合教程 アウグスト・エンデルレ 叢文閣, 1929.2.